# ایگنی
ایگنی (به فرانسوی: Aigny) یک کامین در فرانسه است که در Canton of Châlons-en-Champagne-2 واقع شده‌است.

## خصوصیات
ایگنی ۱۱٫۲۴ کیلومترمربع مساحت و ۲۳۵ نفر جمعیت دارد و ۷۷ متر بالاتر از سطح دریا واقع شده‌است.